# Phá hoại trên Wikipedia
Trên Wikipedia, hành vi phá hoại là việc chỉnh sửa dự án theo cách ác ý có chủ ý gây rối. Hành vi phá hoại bao gồm bất kỳ sự bổ sung, xóa bỏ hoặc sửa đổi nào mang tính hài hước, vô nghĩa, một trò lừa bịp hoặc hạ thấp bằng bất kỳ cách nào.
Trong suốt lịch sử của mình, Wikipedia đã cố gắng duy trì sự cân bằng giữa việc cho phép tự do chỉnh sửa mở và bảo vệ tính chính xác của thông tin khi thông tin sai lệch có thể gây thiệt hại cho các đối tượng của nó. Hành vi phá hoại rất dễ xảy ra trên Wikipedia vì bất kỳ ai cũng có thể chỉnh sửa trang web này, ngoại trừ các bài viết hiện có chế độ bảo vệ bán phần trở lên, có nghĩa là người dùng mới và chưa đăng ký không thể chỉnh sửa chúng.
Việc phá hoại Wikipedia không phải là một hành động tội phạm. Tuy nhiên, việc phá hoại hoặc gây gián đoạn là vi phạm Điều khoản sử dụng của trang này. Những kẻ phá hoại sẽ bị chặn và cũng có thể bị cấm theo các điều khoản sử dụng. Nếu điều này xảy ra thì bạn đã mất đặc quyền chỉnh sửa Wikipedia của mình. Hành vi phá hoại có thể được thực hiện bởi các biên tập viên khách hoặc những người có tài khoản đã đăng ký; tuy nhiên, một trang được bảo vệ một phần hoặc được bảo vệ chỉ có thể được chỉnh sửa bởi những người chỉnh sửa đã được xác nhận tự động hoặc đã được xác nhận, hoặc quản trị viên. Mục tiêu phá hoại thường xuyên bao gồm các bài báo về các chủ đề nóng và gây tranh cãi, những nhân vật nổi tiếng và các sự kiện hiện tại. Trong một số trường hợp, người đang sống bị báo cáo sai sự thật là đã chết. Điều này đáng chú ý đã xảy ra với Thượng nghị sĩ Hoa Kỳ Ted Kennedy và Robert Byrd (cả hai đều đã qua đời), và rapper người Mỹ Kanye West (hiện đang còn sống).
Thách thức từ sự phá hoại trên Wikipedia đã từng được cựu tổng biên tập Encyclopædia Britannica Robert McHenry mô tả: "Người dùng truy cập Wikipedia... đúng hơn là ở vị trí của một vị khách đến thăm nhà vệ sinh công cộng. Nó có thể là bẩn thỉu một cách hiển nhiên để anh ấy biết phải hết sức cẩn thận, hoặc nó có vẻ khá sạch sẽ để anh ấy có thể bị ru ngủ vào một cảm giác an toàn sai lầm. Điều mà anh ta chắc chắn không biết là ai đã sử dụng nhà vệ sinh trước anh ta".